# Bataille nocturne à la Biennale de Venise
Bataille nocturne à la Biennale de Venise (Battaglia notturna alla Biennale di Venezia) est une nouvelle fantastique de l'écrivain italien Dino Buzzati, publiée en 1958 dans le recueil Sessanta racconti.
La traduction en français de cette nouvelle paraît pour la première fois en France en 1968 dans le recueil Les Sept Messagers. Elle n'est pas présente dans le recueil original italien I sette messaggerii.

## Résumé
Ardente Prestinari, artiste mort depuis quelque temps, décide de descendre des Champs Élysées voir quelle place on lui a réservée durant la Biennale de Venise. Ses collègues du paradis ont beau le lui déconseiller, arguant qu'à chaque fois que cela arrive, le visiteur revient rempli d'amertume, Prestinari suit son idée. Mais les visiteurs de l'exposition montrent soit peu d'intérêt, soit un intérêt superficiel pour son œuvre, et même son vieil ami Dolabella le déçoit, jugeant déjà dépassé tout ce qu'il a créé de son vivant. 
À la nuit tombée, Prestinari est sur le point de repartir lorsqu'il est pris à partie par des sortes de spectres difformes. Il les combat tout d'abord, causant un véritable massacre, mais il réalise bientôt que ces "phantasmes" sont les visions d'un art nouveau, ou tout du moins autre que le sien, qui a tout autant droit de cité que le sien.

## Éditions françaises
- In Les Sept Messagers, recueil de vingt nouvelles de Dino Buzzati, traduction de Michel Breitman, Paris, Robert Laffont, coll. « Pavillons », 1968
- In Les Sept Messagers, Paris, UGE, coll. « 10/18. Domaine étranger » no 1519, 1982  (ISBN 2-264-00478-9)